# Battista Mantovano

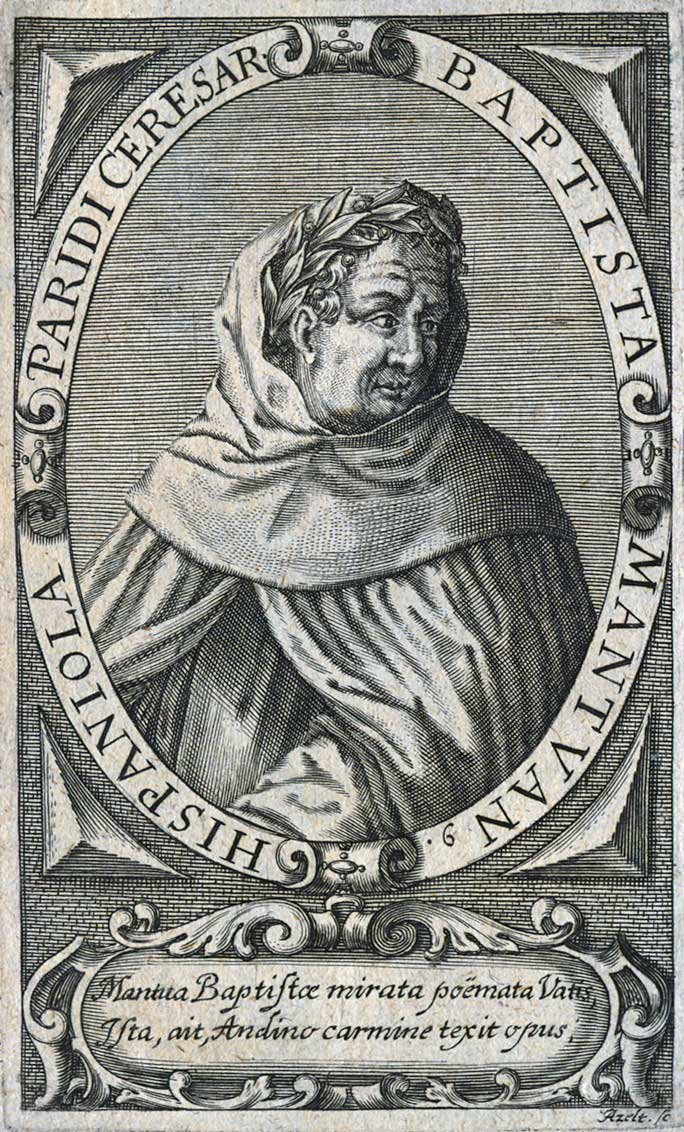
Ceresar Baptista Mantovano

Battista Mantovano (auch Baptista Mantuanus) (* 17. April 1447 in Mantua; † 20. März 1516 ebenda) war ein italienischer Dichter und Humanist.

## Leben
Mantovano wurde als Giovanni Battista Spagnoli geboren und stammte aus einer spanischen Familie. Mantovano studierte unter Georgius Merula in Padua. Nach einem Streit mit seinem Vater trat er 1463 dem Karmeliterorden bei und wurde schließlich dessen General (1513). Während der 1470er Jahre studierte er Theologie und unterrichtete am Kloster von San Martino in Bologna. 1493 wurde er zum Studiendirektor am reformierten Karmeliter-Kloster in Mantua ernannt. Mantovano verfasste religiöse Gedichte in lateinischer Sprache im Stil von Vergil. Er schrieb zehn Schäfergedichte, ein episches Gedicht, das Alfonso von Aragonien gewidmet war, und De calamitatibus nostrum temporum, in dem er gewisse Aspekte der menschlichen Kultur tadelte. Mantovano war Autor vieler anderer Werke und auch außerhalb Italiens bekannt.

## Werke

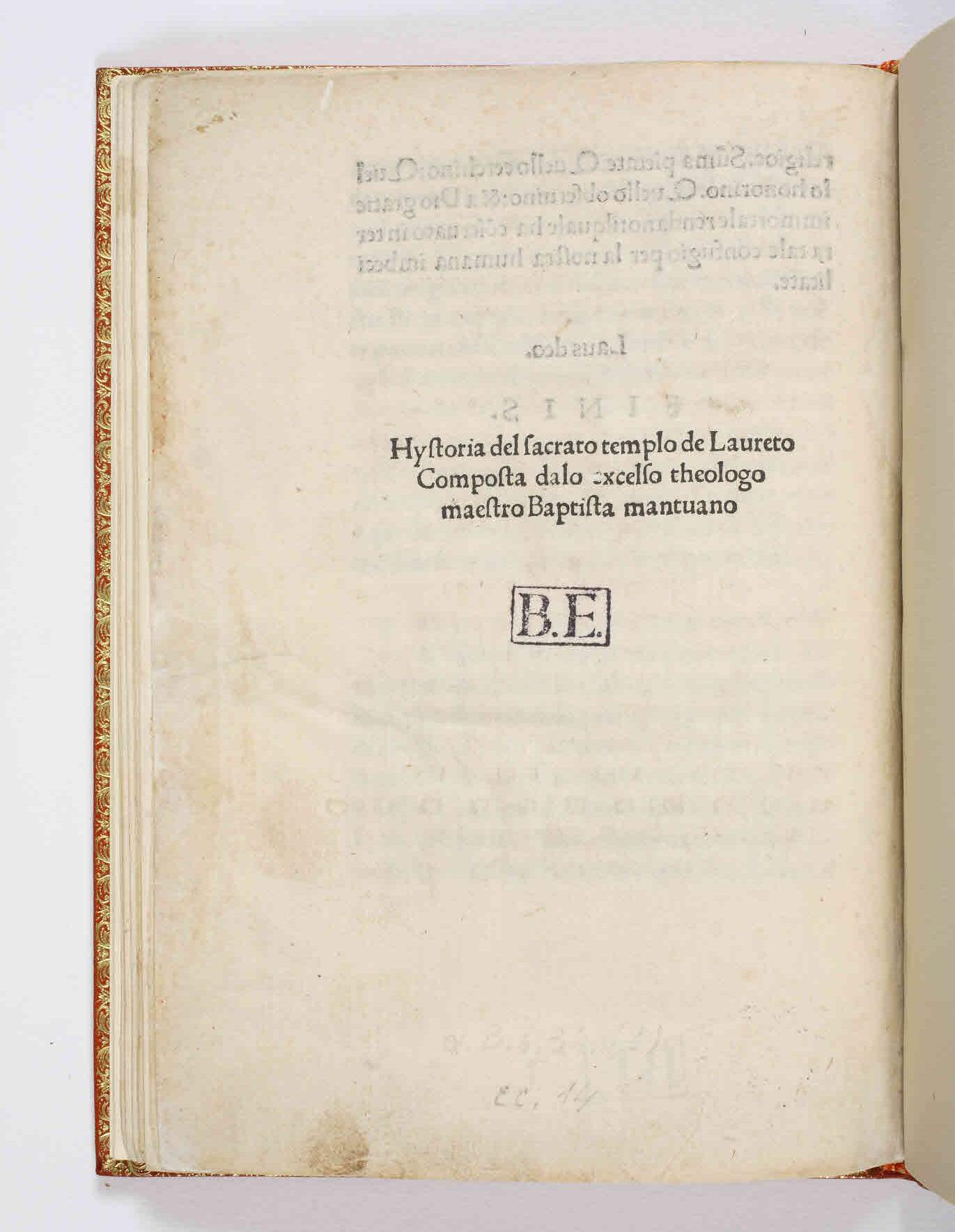
Historia ecclesiae Lauretanae, 1489

- De vita beata : Mit Beigabe von neun Distichen In Laude auctoris et opusculi. Richard Paffraet, Deventer um 1495. (Digitalisierte Ausgabe der Universitäts- und Landesbibliothek Düsseldorf)
- De suorum temporum calamitatibus. Richard Paffraet, Deventer 22. XI. 1497 (Digitalisat)
- Baptistae Mantuani De patientia aurei : libri 3. - Daventrie : Richardus Pafraet, 1501. Digitalisierte Ausgabe der Universitäts- und Landesbibliothek Düsseldorf
- F. Baptiste Mantuani Bucolica Seu adolescentia in decem aeglogas divisa / ab Jodoco Badio Ascensio familiariter exposita cum indice dictionum. - Argentinae : Pruß, 1503. Digitalisierte Ausgabe
- Baptiste Mantuani carmen de fortuna. de Borne, Deventer ca. 1510 (Digitalisat)
- F. Baptistae Mantuani ... fastorum libri duodecim : quibus praemittitur: Carmen ad Julium II., pontif. max. Carmen ad Leonem X., pontif. max. Vita auhoris ... ; ita et alia quaepiam. - Argentorati : Schurer, 1518. Digitalisierte Ausgabe